# Gianluca Gaudino
Gianluca Gaudino (* 11. listopadu 1996 Hanau) je německý profesionální fotbalista, který hraje na pozici středního záložníka. Od léta 2022, kdy mu vypršela smlouva v německém klubu SV Sandhausen, je bez angažmá. Je bývalým německým mládežnickým reprezentantem.

## Klubová kariéra
Gaudino působil v mládežnické akademii týmu FC Bayern Mnichov.
V sezoně 2014/15 byl uveden do A-mužstva, když okouzlil trenéra Guardiolu. Debutoval 13. srpna 2014 v utkání DFL-Supercup 2014 proti rivalovi Borussia Dortmund (porážka 0:2). V 1. Bundeslize debutoval v prvním kole proti VfL Wolfsburg (výhra 2:1).
V lednu 2016 odešel na 1,5roční hostování do FC St. Gallen, klubu ze švýcarské Super League.

## Osobní život
Jeho otcem je bývalý fotbalista a trenér Maurizio Gaudino.